# 第24骑兵师 (苏联)
第24骑兵师（俄语：24-я кавалерийская дивизия) 是两次世界大战期间和第二次世界大战时期苏联红军的一个骑兵师。 

## 历史
第24骑兵师于1935年8月25日组建，最初该师隶属于白俄罗斯军区第3骑兵军。至1936年6月1日，该师的编组已经基本完毕。全师共有6,600名人员，并以勒佩尔为基地。下辖第93、94、95和第96骑兵团、第24机械化团、第24骑兵炮兵团、第24独立工兵中队和第24独立通信中队。 旅长彼得·安东诺夫（英語：Kombrig Pyotr Antonov）从组建起一直指挥该师，直到他于1938年1月在大清洗期间被捕；同年6月，彼得·尼古拉耶维奇·阿赫留斯坦丁接管该师直到1941年3月。 

### 入侵波兰
该师在1939年9月和10月期间参与了对波兰的入侵。该师被分配到白俄罗斯方面军的第3集团军。 

### 第二次世界大战
战争爆发时，该师被指定为外高加索军区的一个独立师，并于1941年8月失去了第24坦克团。该师于1941年10月被分配给最高統帥部预备队，最初与莫斯科北部和西部的加里宁方面军的第30集团军一起进行作战。 
1942年1月1日，该师被分配到第11骑兵军。尽管战力仅剩30%，该师的攻势依然没有中断。虽然第11骑兵军的大部分在1942年春季和夏季被德军摧毁，但第24骑兵师在加里宁方面军的各个军队中作为一个独立的师幸存下来。
1943年1月1日，该师最终被分配到预备队。1943年6月21日，该师被解散，其兵员被填充至第2近卫骑兵军。 

## 下属单位
- 第18骑兵团
- 第56骑兵团
- 第70骑兵团
- 第135骑兵团
- 第24坦克团